# 이정림 (연출가)
이정림은 대한민국의 텔레비전 드라마 연출감독이다.

## 학력 및 경력
- SBS 프로듀서

## 드라마
- 2018년 ~ 2019년 SBS 드라마스페셜 《황후의 품격》 ... 공동연출
- 2019년 SBS 월화 미니시리즈 《VIP》 ... 연출
- 2023년 SBS 금토 미니시리즈 《악귀》 ... 공동연출